# マノン・ゴラン
マノン・ゴラン（Manon Gaurin, 1994年1月7日 - ）は、フランスのタレント、女優。

## 略歴
パリの生まれで、フランス映画やドラマ、テレビで活動している。
日本では、2002年5月から帝人（テイジン）のCMに於ける「カトリーヌちゃん」として出演し、「だけじゃない テイジン」のキャッチフレーズで広く知られるようになった。2013年時点では、女優活動とともにパリの映画学校ESRAに通う学生でもある。

## テイジンのCMエピソード
- 本名のマノン・ゴランとしてではなく、日本人に馴染みやすいカトリーヌとして出演している。
- 日本語吹替え版の声優は、『パーマン』のパーマン1号や『オバケのQ太郎』の正太、『あさりちゃん』のあさりなどの声を演じている、三輪勝恵が担当している。
- 字幕版と吹替え版がある。
- 「サルフロン/ドーナツ」篇 では、モナコ近郊の港で撮影が行われた。
- 「エコサークル/ピザ」篇 では、2007年にイタリアンレストラン世界一の店で撮影が行われ、1998年～2002年にアクロバット・ピザ世界コンテストの王者も出演した。

## 出演

### 映画
- Lovely Rita, sainte patronne des cas dèsespèrès（2003年）
- 15 août（2001年）
- Reines d'un jour（2001年）

### ドラマ
- La dame d'Izieu（2006年）
- La Légende des 3 Clefs（2006年）
- Docteur Dassin, généraliste - Des secrets trop bien gardés（2005年）
- Docteur Dassin, généraliste - L'ombre et la lumière（2005年）
- Famille d'accueil - Soupçons（2005年）
- Trois pères à la maison - Belle-maman（2005年）
- Trois pères à la maison - Des enfants bien enlevés（2005年）
- Trois pères à la maison - Cohabitation paternelle（2004年）
- Capitaine Lawrence（2003年）
- Le dirlo - Lucie（2003年）
- Joséphine, ange gardien - Nadia（2002年）

### CM
- テイジン（2002年 - 2008年）
  - 「光ファイバー」篇
  - 「在宅医療機器」篇
  - 「ポリエステルリサイクル」篇
  - 「モルフォテックス」篇
  - 「医薬・医療」篇
  - 「テクノーラ」篇
  - 「リサイクル」篇
  - 「カンパニー紹介」篇
  - 「新ロゴマーク発表」篇
  - 「カトリーヌの小部屋」篇
  - 「永遠に終わらないリレー」篇
  - 「いくつになっても楽しもう」篇
  - 「ポリカーボネート樹脂」
  - 「アラミド繊維/F1編」
  - 「炭素繊維/エアバス編」
  - 「エコサークル/エコバッグ」篇
  - 「ピットイン」篇
  - 「サルフロン/ドーナツ」篇
  - 「エコサークル/ピザ」篇
- 北日本放送 ミラコン（2013年）

### 広告
- Mc Donald's（2003年）
- Le veau（2003年）
- La vache qui rit（2001年）
- Disneyland Paris（1998年）

### その他
- Au mont sans soucis
- Madame Doubtfire
- 「ALIGATO（ありがとう）[3]」（東日本大震災被災者応援プロジェクト ALIOGATO.JP、2012年）[4]
- 北日本放送 ミラコン キャンペーンキャラクター[5]（2013年）